# Eupithecia mallecoensis
Eupithecia mallecoensis es una especie de polilla de la familia Geometridae. La especie fue descrita por primera vez por Frederick Hastings Rindge habiendo sido descrita en 1987, con distribución en Chile.  El holotipo de la especie fue descrita en la Cordillera de las Raíces, a orillas del río Blanco que bordea la ciudad de Curacautín en la Provincia de Malleco, de ahí el nombre de la polilla. La especie ha sido descrita al menos una vez en la reserva nacional Isla Mocha.
La polilla es color marrón, tiene alas anteriores ampliamente triangulares. Los palpos son marrón grisáceos y ligeramente blancos ventralmente y se extienden más allá del margen frontal.